# Andro Knego
Andrija "Andro" Knego, fue un jugador y entrenador de baloncesto croata, que ocupaba la posición de pívot. Nació el 21 de octubre de 1956, en Dubrovnik, RFS Yugoslavia. 

## Clubes
- 1977-1985 Cibona Zagreb
- 1985-1986 CD Cajamadrid
- 1986-1987 Cibona Zagreb
- 1987-1990 Montecatini Sporting Club
- 1990-1992  Cibona Zagreb
- 1996-1997 WBC Wels

## Palmarés
- Liga de Yugoslavia: 3

Cibona de Zagreb: 1981-82, 1983-84, 1984-85
- Copa de Yugoslavia: 2

Cibona de Zagreb: 1985, 1986
- Euroliga: 1

Cibona de Zagreb: 1986.
- Recopa: 2

Cibona: 1982, 1987
- Liga de Croacia: 1

Cibona: 1992